# Caída del UH-60 Black Hawk en 1994
La caída del UH-60 Black Hawk en 1994, a veces llamado la caída del Halcón Negro, fue un incidente de fuego amigo que ocurrió en el norte de Irak el 14 de abril de 1994 durante la Operación Provide Comfort (OPC). Los pilotos de un avión de combate F-15 de la Fuerza Aérea de los Estados Unidos (USAF), operando bajo el Sistema Integrado de Vigilancia Aérea (AWACS) de aeronaves, identificaron erróneamente dos helicópteros del Ejército de los Estados Unidos UH-60 Black Hawk como helicópteros iraquíes Mil Mi-24 "Hind", abriendo fuego sobre ellos y matando a 26 miembros del servicio militar y a todo el personal civil de Estados Unidos (EE. UU.), Reino Unido, Francia, Turquía y el pueblo Kurdo. 
Una investigación posterior de la USAF culpó del accidente a varios factores. Los pilotos de los F-15 cometieron un error al identificar erróneamente los helicópteros como hostiles. Asimismo, los miembros de la tripulación del avión AWACS fueron culpados por su incapacidad de ejercer un control apropiado y por no intervenir en la situación. Además, la identificación amigo o enemigo (IFF) de los sistemas no había funcionado para identificar a los helicópteros por parte de los pilotos de los F-15. Por otra parte, los dirigentes de USAF habían fallado en integrar adecuadamente helicópteros del Ejército de los EE. UU. en la mayoría de las operaciones aéreas OPC. Como resultado de la investigación varios oficiales de la USAF recibieron disciplina administrativa, pero solo uno, Jim Wang, integrante de la tripulación del AWACS, fue juzgado por un tribunal militar de guerra, en el que fue absuelto. 
Como resultado de las denuncias presentadas por familiares de las víctimas donde se acusaba al Ejército de haber fracasado en hacer responsable del hecho al personal militar que participó en el incidente, el Senado de los Estados Unidos y la Cámara de Representantes de los Estados Unidos realizaron sus propias investigaciones del incidente y de la respuesta del Ejército ante éste. Por otra parte, Ronald Fogleman, el nuevo Jefe de Estado Mayor de las Fuerzas Aéreas de Estados Unidos, llevó a cabo su propia revisión de las acciones tomadas por la USAF contra los oficiales involucrados en el incidente.

## Antecedente

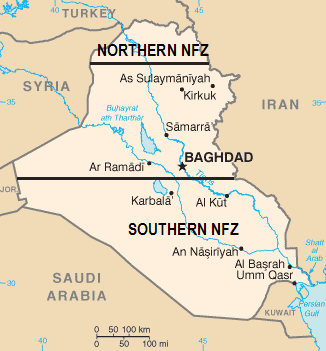
Mapa de las zonas de exclusión aérea en Irak después de la guerra del Golfo. La operación "Provide Comfort" se llevó a cabo en la zona de exclusión norte, etiquetada como "NORTHERN NFZ" en el mapa

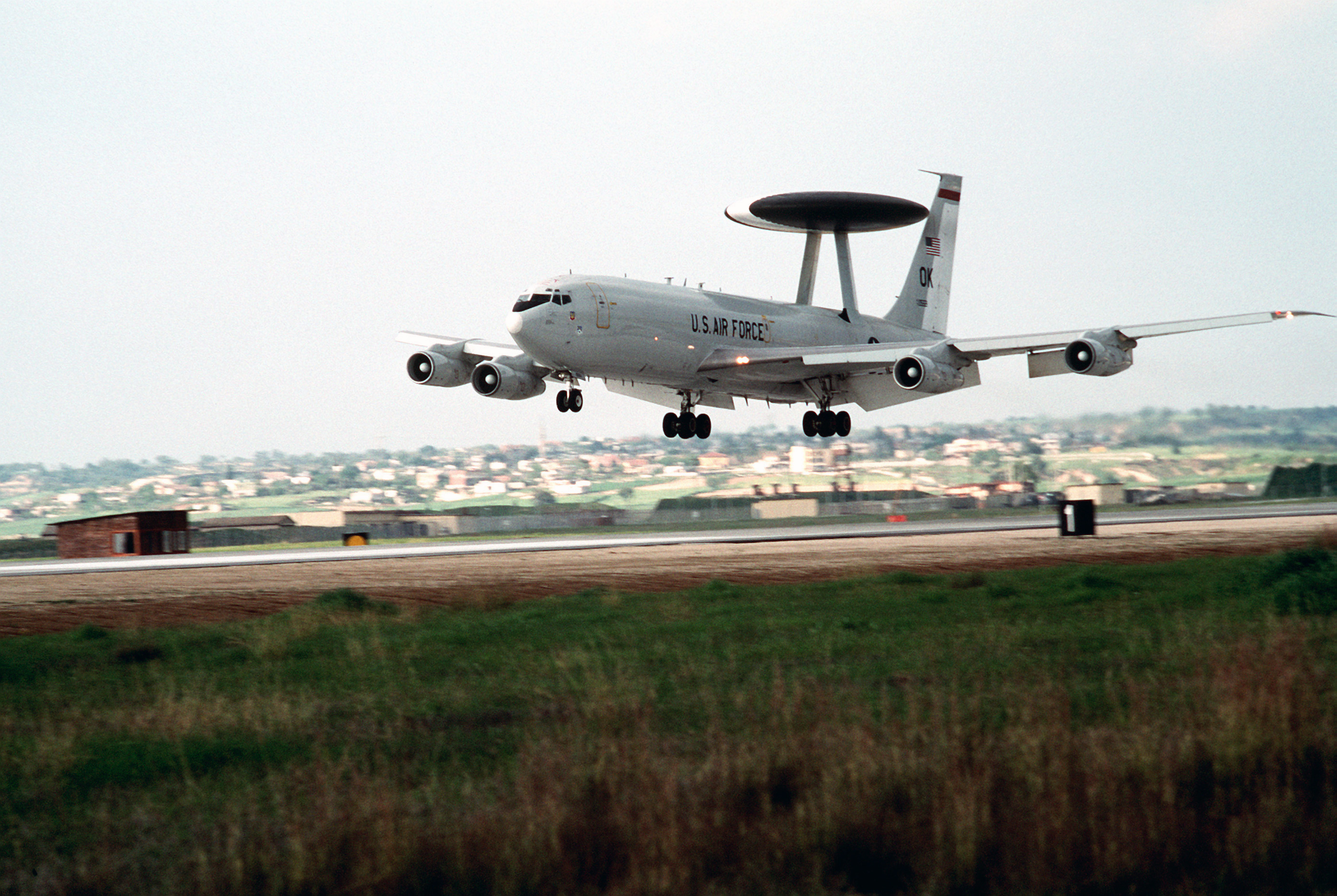
Un avión AWACS operando desde la base aérea Incirlik durante la OPC

El 7 de abril de 1991, Irak aceptó las condiciones y resoluciones de cese al fuego de las Naciones Unidas (ONU), poniendo fin de manera oficial a la Guerra del Golfo. El mismo día comenzó un gran esfuerzo humanitario multinacional y de múltiples agencias bajo la autoridad de la Resolución n.º 688 del Consejo de Seguridad para a ayudar a los aproximadamente 500,000 refugiados kurdos que habían huido de las fuerzas militares iraquíes hacia las colinas del norte Irak. El 18 de abril, John Shalikashvili tomó el mando de la operación dirigida por Estados Unidos para garantizar la seguridad de las operaciones de ayuda de la ONU y a los refugiados kurdos, llamada operación Provide Comfort (OPC).
Esta operación se llevó a cabo en una zona al norte de Irak, por encima del paralelo 36. Esta área de aproximadamente 160 por 70 km (99 por 43 millas), fue designada zona de exclusión aérea por las fuerzas de coalición de la ONU, reforzada por una fuerza de tarea combinada (CFT) diaria de patrullas aéreas armadas de las naciones participantes, entre las que estaban el Reino Unido, Francia, Turquía, y los Estados Unidos. El Ejército de los Estados Unidos se encargó de apoyar a las agencias de ayuda civil a construir comunidades e instalaciones para los kurdos en el norte de Irak. Los siguientes tres años, se llevaron a cabo 27 000 vuelos de aviación, y 1400 vuelos de helicóptero de la coalición en la zona para apoyar las operaciones humanitarias sin la interferencia de aviones iraquíes u otras unidades militares.
En abril de 1994, la OPC fue comandada por el general de brigada Jeffrey Pilkington, de la Fuerza Aérea de los Estados Unidos (USAF). Las fuerzas aéreas combinadas de la OPC fueron comandadas por el coronel Curtis H. Emery (USAF). El coronel Douglas J. Richardson (USAF), fue el director de operaciones de las fuerzas aéreas combinadas.

## Incidente
El 14 de abril de 1994, a las 07:36 hora local, un avión E-3 AWACS del 963er Escuadrón Aerotransportado despegó de la base aérea de Incirlik, Turquía, en apoyo a la OPC. El AWACS, con una tripulación de 19 miembros, bajo el mando del mayor Lawrence Tracy, era brindar apoyo aerotransportado ante amenazas y control aéreo para todos los vuelos del OPC durante el tiempo que estuviera en el aire. La tripulación del AWACS reportó a estación su altitud de órbita de vigilancia asignada de 32 000 pies (9750 m) ubicado dentro de Turquía, al norte de la frontera septentrional de Irak, a las 08:45. El clima ese día era limpio y claro sobre el norte irakí.
A las 08:22, dos helicópteros Black Hawk UH-60 del ejército de E.U., pertenecientes al 6.º Batallón, del 159.º Regimiento de Aviación (con base en Giebelstadt, Alemania), llamado Eagle Flight, despegaron de Diyarbakır, cerca de la base aérea de Pirinçlik, Turquía, con destino al centro de coordinación militar (MCC) de la OPC, ubicado a 240 km (150 millas) de distancia en Zakhu, Irak. Ambos helicópteros estaban equipados con tanques de combustible externos de 230 galones (840 L) montados a lado de las puertas laterales. Cada helicóptero estaba claramente identificado con banderas estadounidenses en dichos tanques de combustible, además de las puertas laterales, nariz, y vientre del fuselaje. El helicóptero líder era pilotado por el capitán Patrick McKenna, comandante del destacamento Eagle Flight, compuesto por 6 helicópteros.
A las 09:21, los Black Hawk reportaron su ingreso a la zona de exclusión aérea por radio en la frecuencia en-ruta al controlador del AWACS, el teniente Joseph Halcli, y aterrizaron seis minutos después en el MCC. Halcli y su oficial superior, el capitán Jim Wang, director principal del AWACS, etiquetaron a los helicópteros como "amigos" en sus radares, notaron que ambos helicópteros desplegaban señales de identificador amigo-enemigo (IFF) en Modos I y II, y después suspendieron los símbolos en el radar cuando los Black Hawk desaparecieron del alcance al aterrizar en el MCC a las 09:24. A pesar de que los helicópteros estaban señalizando el código IFF Modo I incorrecto en la zona de exclusión (llamada Táctica de Responsabilidad o TAOR), ni Wang o Halcli se lo informaron a los pilotos de los Black Hawk (sin embargo, ambos helicópteros sí señalizaban correctamente los códigos Modo II). Wang y Halcli también omitieron ordenarle a los Black Hawk que usaran la radio frecuencia TAOR en vez de la frecuencia en-ruta.

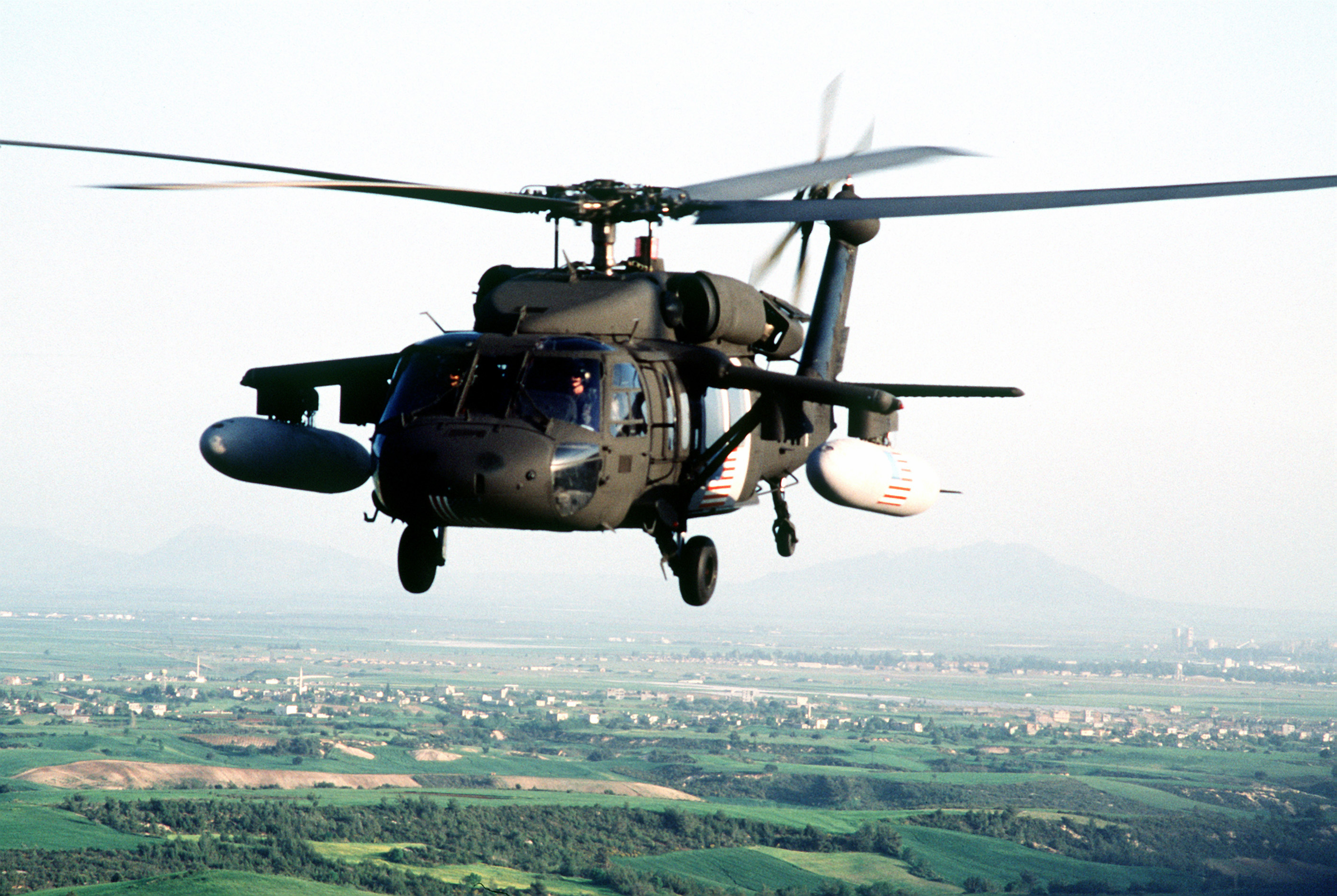
Un Black Hawk del Eagle Flight con tanques externos.

En el MCC, los helicópteros recogieron a 16 miembros del equipo de liderazgo de la coalición OPC, que incluían a 4 civiles kurdos, y un cristiano caldeo, así como militares oficiales: tres turcos, dos británicos, y un francés, además de 5 civiles y oficiales militares estadounidenses. A las 09:54, los helicópteros partieron del MCC hacia Erbil, Irak, a 190 km (120 millas). Los Black Hawk reportaron por radio su salida, ruta de vuelo, y destino, lo cual fue reconocido por Halcli. Este último reinició el rastreo amigo del helicóptero en su radar. Entre los pasajeros de los helicópteros estaban el coronel del ejército Jerry Thompson, comandante del MCC, y su reemplazo, el coronel Richard Mulhern. Thompson planeaba presentarle a Mulhern a dos prominentes líderes kurdos, Masud Barzani y Yalal Talabani, así como a representantes de la ONU. Halcli colocó las etiquetas en la pantalla de su radar para mostrar el rastro de los Black Hawk y le notificó a Wang el movimiento de los helicópteros. Además de la pantalla de Halcli, los símbolos de los helicópteros amigos eran visibles en las pantallas de radar de Wang, Tracy, y el mayor de la Fuerza Aérea, Doug Martin. Martin era el elemento de comando "Duke" o "ACE" en el AWACS, lo que significaba que era un miembro calificado de la tripulación para asegurarse de que todos los mandatos de combate fueran seguidos y ejecutados tal y como estaban escritos en las políticas de la OPC.
En camino hacia Arbil, a las 10:12, los Black Hawk entraron a terreno montañoso y su reflejo en el radar desapareció en las pantallas del AWACS. El capitán Dierdre Bell, oficial de vigilancia en el AWACS, advirtió que el reflejo de radar y del IFF habían desaparecido y envió una "flecha de atención" a la pantalla de Wang, que no tomó ninguna acción y la flecha de atención desapareció automáticamente de su pantalla después de un minuto.

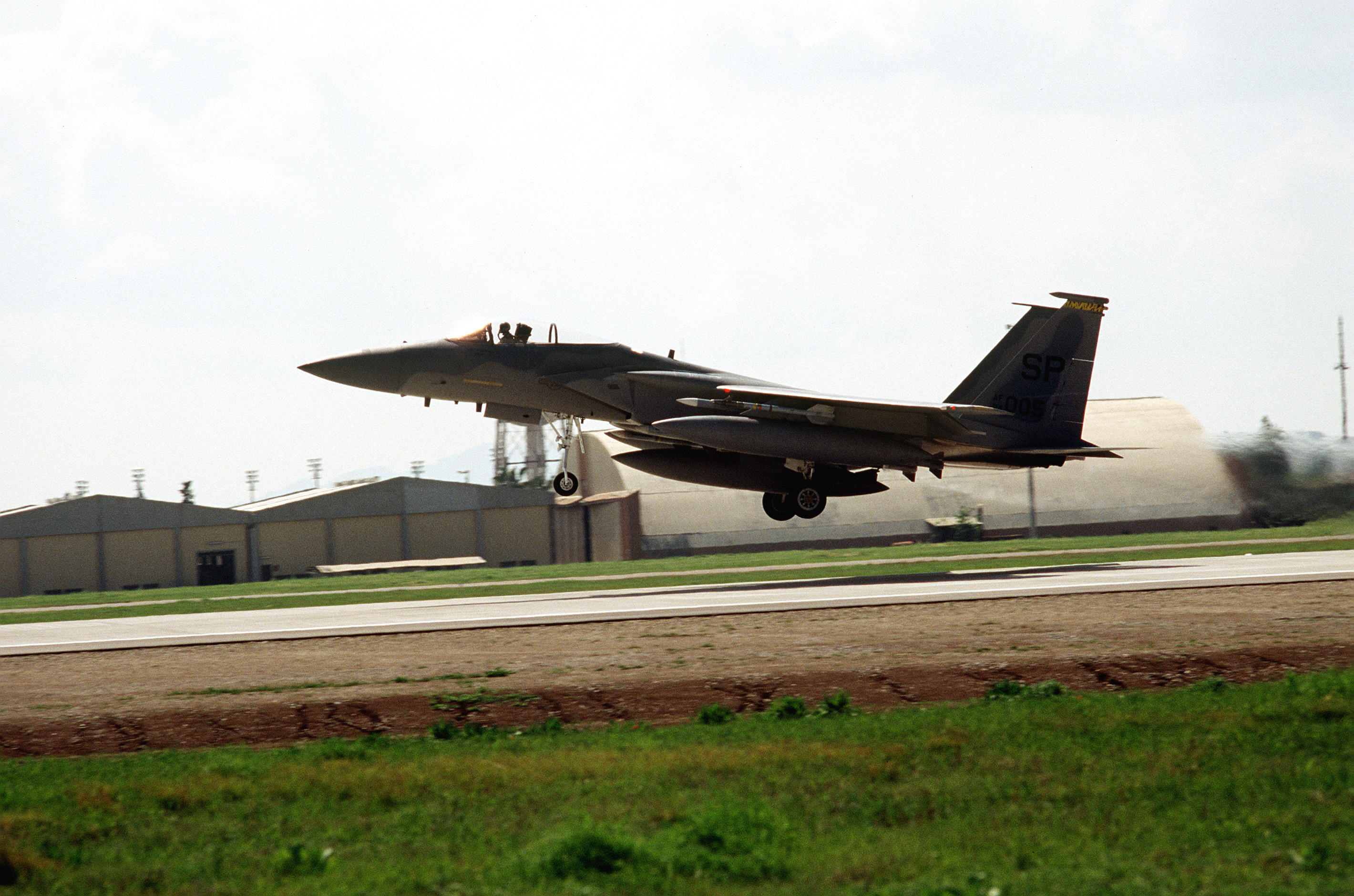
Un caza F-15 despegando de la base aérea de Incirlik, durante la OPC

Mientras tanto, a las 09:35, dos cazas F-15C de la fuerza aérea, del 53er Escuadrón Fighter, pilotados por el capitán Eric Wickson, y el teniente coronel Randy W. May, despegaron de la base aérea de Incirlik. Su misión era llevar a cabo un barrido inicial del TAOR para despejar el área de cualquier avión hostil antes de la entrada de las fuerzas de coalición. La orden de tareas aéreas (ATO) que registraba todas las misiones aéreas de la coalición para ese día, y que fue revisada por ambos pilotos antes de despegar, mencionaba que los helicópteros Black Hawk operarían en el TAOR ese día, pero no mencionaba los horarios de despegue, las rutas, ni la duración de los vuelos. A las 10:15, Wickson se comunicó con Martin en el AWACS y le preguntó si tenía alguna información que pasarles, a lo que Martin respondió negativamente.
A las 10:20, Wickson, líder de vuelo de los F-15C, reportó entrar al norte de Irak al controlador del AWACS responsable del tráfico aéreo dentro del TAOR, el teniente Ricky Wilson. La frecuencia del TAOR que los F-15 estaban usando era diferente a la frecuencia en-ruta usada por los dos Black Hawk. Sin embargo, Wilson monitoreaba ambas frecuencias y era capaz de ver a ambos Black Hawk en la pantalla de su radar antes de que desaparecieran a las 10:12. Wilson y los demás tripulantes del AWACS, algunos de los cuales estaban monitoreando la radio frecuencia de los F-15, no informaron a los F-15 que los Black Hawk estaban operando en el TAOR. A las 10:21, Wilson, creyendo que los Black Hawk habían aterrizado de nuevo, le preguntó a Wang si podía quitar los símbolos de helicópteros amigos de las pantallas del AWACS, petición que Wang aprobó. El instructor de tripulación del AWACS, el capitán Mark Cathy, que estaba en la misión para asistir a la tripulación del AWACS y supervisar a Wilson, que se encontraba en su primera misión en el TAOR, se retiró a las 10:00 a la parte trasera del avión para tomar un descanso.

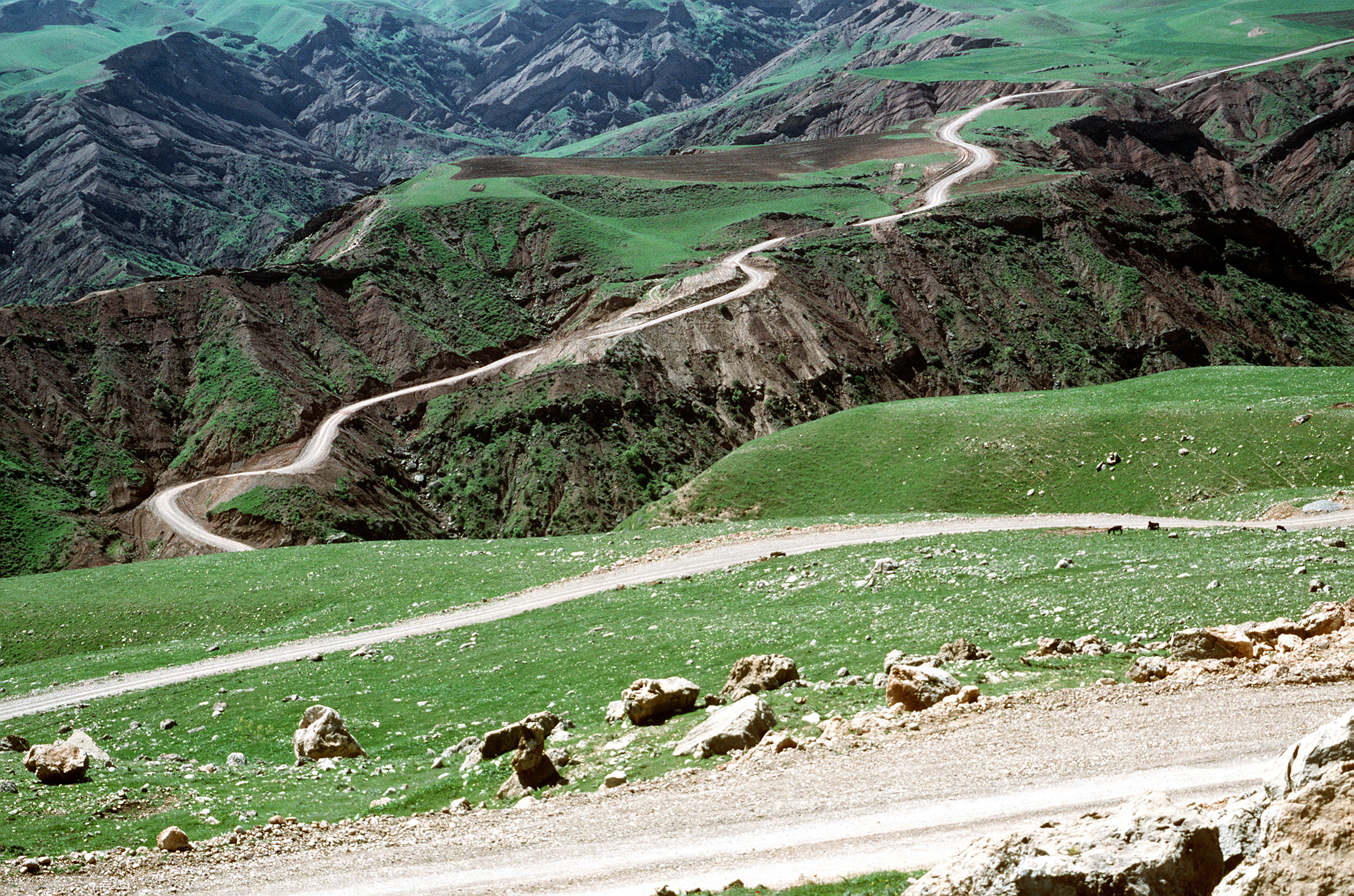
Terreno al norte de Irak similar al que ocurrió el incidente

A las 10:22, Wickson, volando a una altitud de 27 000 pies (8230 m), reportó un contacto en el radar de dos aeronaves volando bajo y a baja velocidad a 40 millas (64 km) al sureste de su posición. Wilson reconoció el reporte de Wickson con una respuesta "despejado", que significaba que él no tenía contactos de radar en esa área. Desconocidos para los pilotos de los F-15, las aeronaves no identificadas eran los dos Black Hawk del ejército de E.U. Contrario al procedimiento estándar, ni Tracy ni Wang hablaron en este momento para solicitar a la tripulación del AWACS para que intentaran identificar los contactos de radar de los F-15.
Ambos pilotos de los F-15 indagaron electrónicamente el blanco en el radar con sus sistemas IFF a bordo en dos modos diferentes (Modos I y IV). Sus sistemas IFF respondieron negativamente en su intento por identificar el contacto en Modo I. El Modo IV dio momentáneamente respuesta positiva, pero luego respondió negativamente y los F-15 se movieron para interceptar a las aeronaves sin identificar. Los retornos intermitentes del IFF en Modos I y II de los Black Hawk comenzaron a mostrarse en las pantallas de Wilson y de otros tripulantes del AWACS, y los símbolos de helicópteros amigos aparecieron en la pantalla de Wang. A las 10:25, después de acercarse 20 millas (32 km) a los contactos de radar, los F-15 nuevamente reportaron el contacto con el AWACS, y Wilson respondió que tenía un contacto por radar en la ubicación informada. Aunque los retornos intermitentes del radar y del IFF de los Black Hawk estaban en la misma ubicación en las pantallas del AWACS que los contactos sin identificar que los F-15 estaban rastreando, ninguno de los controladores del AWACS le advirtieron a Wickson o a May que los contactos que rastreaban podrían ser helicópteros amigos.

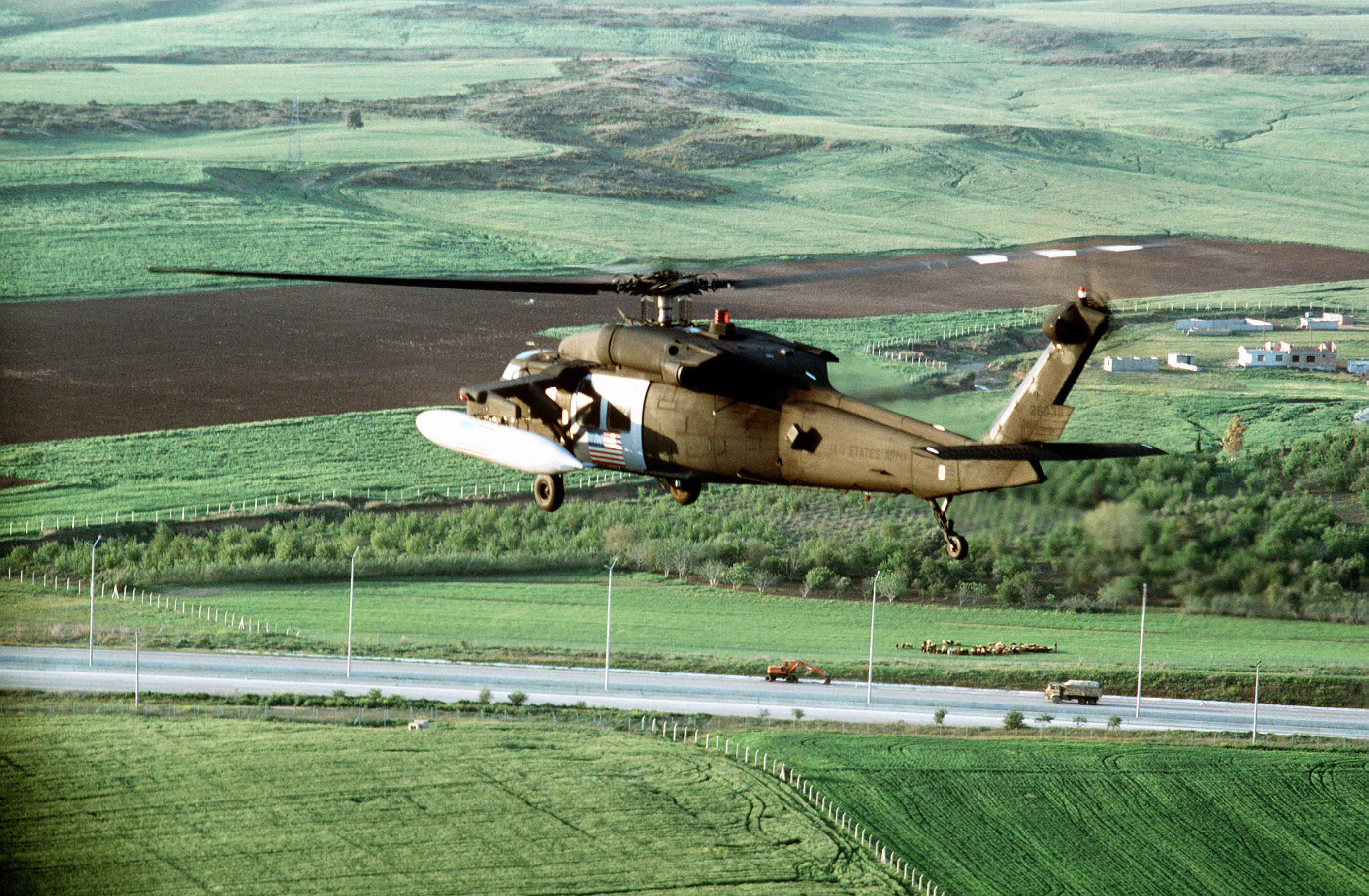
Un Black Hawk del Eagle Flight visto de costado

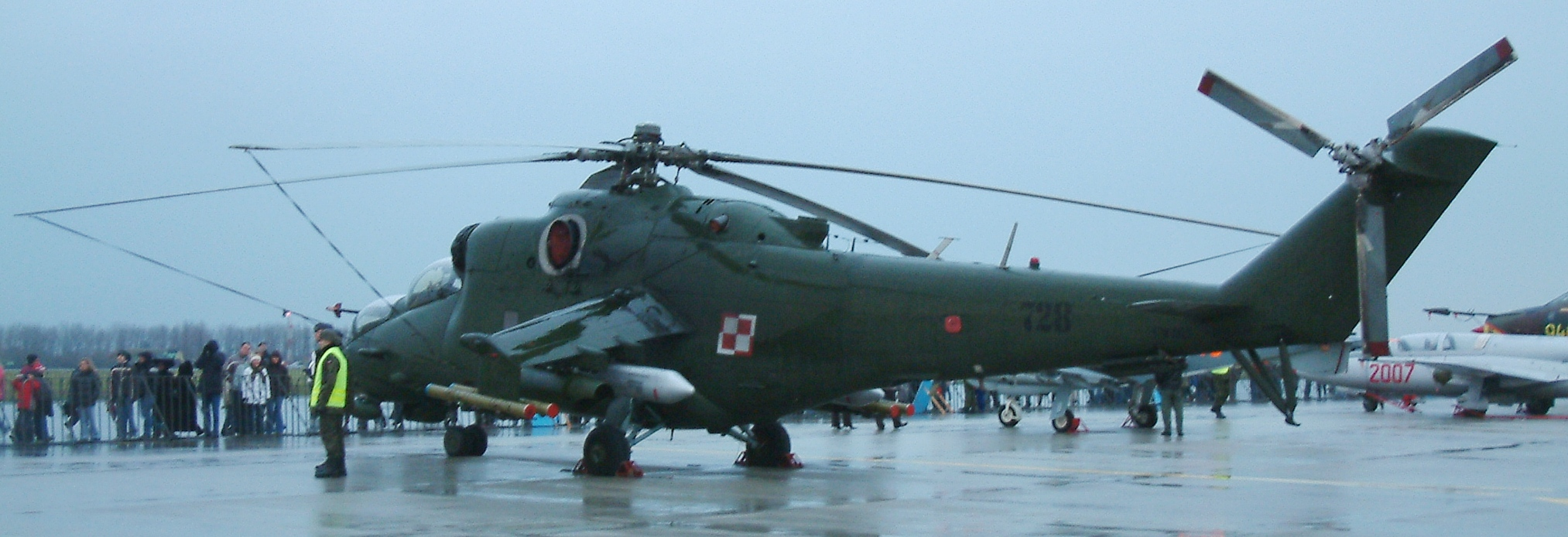
Un MI-24 visto de costado

Los dos F-15 iniciaron un sobrevuelo de identificación visual (VID) del contacto. El sobrevuelo VID implicó violar una de las reglas de combate de la OPC, que prohibía a naves cazas operar a menos de 10,000 pies (3,050 m) de altitud. Para este momento, los Black Hawk habían entrado a un valle profundo y volaban a una velocidad crucero de 130 nudos (150 mph - 240 km/h), a 200 pies (60 m) de altitud. El sobrevuelo VID se hizo a una velocidad de 450 nudos (520 mph - 830 km/h), a 500 pies (150 m) de altitud y a 1,000 pies (300 m) a la izquierda de los helicópteros. A las 12:28, Wickson reportó "cuento 2 Hinds" y pasó a los dos Black Hawk. "Hind" es la designación de la OTAN para el helicóptero Mil Mi-24, que es operado por los ejércitos irakí y sirio, y normalmente está configurado con armamento pesado montado al costado de las alas. Wilson respondió con "copiado, Hinds" y le preguntó a Wang "¿señor, está escuchando esto?", Wang respondió "afirmativo", pero no ofreció más instrucciones ni comentarios.
May realizó un sobrevuelo VID a 1500 pies (500 m) por encima de los helicópteros y reportó "cuento 2". May declaró posteriormente a la junta de investigación del accidente de la fuerza aérea que su "cuento 2" significaba que había visto dos helicópteros, pero que no estaba confirmando la identificación de Wickson como Hinds. Ninguno de los dos pilotos de los F-15 habían sido informados que los Black Hawk que participaban en la OPC a menudo cargaban tanques de combustible auxiliares montados en las alas, tampoco habían sido instruidos en el esquema de pintura que los helicópteros Hind iraquíes usaban, café claro y marrón claro, que es diferente al verde oscuro usado por los Black Hawk. Wickson declaró después que "no tuve dudas que era un Hind cuando lo vi... que fuera un Black Hawk ni siquiera pasó por mi cabeza."
Después de los sobrevuelos VID, Wickson y May rodearon por detrás a los helicópteros a 10 millas (16 km) aproximadamente. Debido a que aeronaves de varias naciones operaban sin reportarse a menudo en el área del norte de Irak, las reglas de combate de la OPC obligaban a los pilotos de los F-15 a intentar verificar la nacionalidad de los helicópteros. Sin embargo, a las 10:28 Wickson notificó al AWAKS que él y May estaban "en posición", e instruyó a May a "disparar". A las 10:30, Wickson disparó un misil AIM-120 AMRAAM al helicóptero en cola desde un rango de alrededor de 4 millas náuticas (10 km). El misil alcanzó y destruyó al helicóptero en cola siete segundos después en la posición 36°46′N 44°05′E / 36.767, 44.083. En respuesta, el helicóptero en punta, pilotado por McKenna, giró inmediatamente a la izquierda y se clavó a baja altitud en un aparente intento por evadir el inesperado ataque. Aproximadamente 20 segundos después, May disparó un misil AIM-9 Sidewinder al helicóptero en punta desde un rango aproximado de 1,5 millas náuticas (2,8 km), golpeándolo y derribándolo a 1,2 millas (2 km) al noreste del helicóptero en cola (posición 36°55′N 43°30′E / 36.917, 43.500). Las 26 personas a bordo de los dos Black Hawk murieron.